# Język sentani
Język sentani, także buyaka – język papuaski używany w rejonie jeziora Sentani w prowincji Papua w Indonezji. Według danych z 1996 r. posługuje się nim 30 tys. osób. Wraz z nafri, tanah merah (tabla) i demta tworzy niewielką rodzinę języków sentani.
Dzieli się na trzy dialekty, uzależnione od lokalizacji geograficznej: wschodni, zachodni, centralny. Różnice między nimi dotyczą cech dźwiękowych i części leksyki. Sami użytkownicy podkreślają odrębność poszczególnych odmian. Sentani charakteryzuje się złożoną morfologią czasownika.
Ethnologue (wyd. 22, 2019) podaje, że jest używany przez większą część społeczności, w różnych sferach życia. Niemniej odnotowano, że znajduje się pod presją malajskiego papuaskiego, który jest powszechnym środkiem komunikacji. Z doniesień wynika, że dialekt wschodni w znacznej mierze zanikł (zapewne przyczyniła się do tego bliskość miasta Jayapury). W użyciu jest również język indonezyjski.
Nie jest znane tradycyjne określenie na ten język i grupę etniczną. Ludność posługująca się sentani bywa nazywana „Buyaka” bądź „Sentani”. Lokalne nazwy języka to phuyakha afaeu (pu jaka afǽw) i həndani afæw.
Pierwsze dane nt. gramatyki sentani ukazały się w latach 50. XX w. W 1965 r. opublikowano obszerniejsze opracowanie gramatyczne, wraz ze zbiorem tekstów i listą słownictwa (Grammar of the Sentani Language) . Powstały także słowniki (Kamus Sentani-Indonesia-Inggris, 1993 ; Kamus bahasa Indonesia-Sentani, 1999 ; Kamus dwibahasa bahasa Sentani-bahasa Indonesia, 2021, z wydaniem internetowym). W piśmiennictwie stosuje się alfabet łaciński.
Języki sentani zostały połączone z językami wschodniej Ptasiej Głowy (East Bird’s Head) oraz językami burmeso i tause, w ramach rozszerzonej rodziny języków zachodniopapuaskich (Ross 2005). Wcześniej (1969) C.L. Voorhoeve postulował ich pokrewieństwo z językami asmat, a zarazem przynależność do języków transnowogwinejskich.